# 佐伯継直
佐伯 継直（さえき つぐなお）は、安土桃山時代から江戸時代初期にかけての下松藩士。祖父は毛利元就に仕えた佐伯元継。

## 略歴
毛利氏の家臣・佐伯行継の子として誕生。毛利秀就の命により、毛利就隆の小姓を務めたが、後に浪人となった。
継直には男子がいなかったため、継直の佐伯家は断絶した。一人娘は澄澤貞信に嫁ぎ、佐伯家に伝わった元就から佐伯元継に与えられた感状は澄澤氏（後に内藤氏に復す）に伝わる事となる。